# Яан Латтік
Яан Латтік (ест. Jaan Lattik; 22 жовтня 1878, Карула — 27 червня 1967, Стокгольм, Швеція) — естонський політик, письменник, міністр освіти Естонії та міністр закордонних справ Естонії.

## Життєпис
Латтік був пастором за фахом та вивчав теологію в Тартуському університеті. Він також був автором дитячих оповідань, написаних на діалекті вістро з південної Естонії. Латтік був членом делегації Естонії в Лізі Націй у 1921 році. У 1925 році він став міністром освіти та міністром закордонних справ Естонії у період з 1928 по 1931 рік. Перебував на посаді посла Естонії у Литві від вересня 1939 року до липня 1940 року.
У 1944 році втік до Швеції, після другої радянської окупації Естонії. Жив у Швеції решту життя.
Помер 1967 року у Стокгольмі та був похований на кладовищі Скугсчюркогорден. Наприкінці 2008 року тіла Латтіка та його дружини були перепоховали на Старому кладовищі у Вільянді відповідно до волі його рідних.

## Праці
- Lühiproosa
- «Meie noored» (jutukogu), Tartu 1907; 2. trükk: Tartu 1913; 3., täiendatud trükk: Tartu 1918; 4. trükk: Tartu 1921
- «Minu kodust» (jutukogu), Tallinn 1921
- «Surnu pruut ja katkised käed» (jutud), Tartu 1924
- «Mets» (jutukogu), Tallinn 1928
- «Surnu pruut», Tartu 1928
- «Koolipoisid» (jutustus), Tallinn 1928; 2. trükk, eessõna: Hando Runnel, LR 1988, nr 37
- «Räägi mulle üks jutt. Jutustused noortele ja vanadele», Stockholm 1946
- «Mõrsjapärg. Jutustusi ja mälestusi», Eesti Kirjastus Orto, Göteborg 1951
- «Meie noored» (valimik raamatutest «Meie noored», «Mets» ja «Minu kodu»), Stockholm 1952; 2. trükk: Canopus, Tallinn 2009
- «Talupoja laul. Jutustusi ja mälestusi», Toronto 1953
- «Kui meil veel püksa ei olnud» (valikkogu). Koostanud ja eessõna: Hando Runnel. Ilmamaa, Tartu 1998
- «Meie vanad. Mu kodumaa vaene… 1942—1961» (arutlusi, meenutusi, jutlusi). Koostaja Hando Runnel, Ilmamaa, Tartu 2002